# 川迪青年隊
川迪青年隊（荷蘭語：Jong FC Twente），荷蘭職業足球會，曾於荷乙作賽。
球隊是川迪的二隊，於2013/14球季加入荷乙。2017年球季，由於川迪財困，其青年隊的參賽資格被取消。

## 外部連結
- JupilerLeague.nl – official 荷乙官網 （荷兰文）
- KNVB.nl （页面存档备份，存于） – 官網KNVB （荷兰文） / （英文）
- League321.com （页面存档备份，存于） – Dutch 足球聯賽 tables, records & statistics database （英文）